# 截叶毛茛
截叶毛茛（学名：Ranunculus transiliensis）为毛茛科毛茛属下的一个种。

## 扩展阅读
- 維基物種上的相關：截叶毛茛